# Турнир
Турнирът е спортно състезание с участието на относително голям брой състезатели.
Названието произхожда от средновековните рицарски турнири.
Даден турнир може да включва 1 единствено състезание или много състезания, като целта е да се излъчи най-успешният от тях за победител. Има различни видове схеми за излъчване на победител – чрез елиминиране (от по-нататъшно участие) и др.